# Dobitnici Porina 2021.
Porin 2021. glazbena je nagrada Porin za prethodnu 2020. godinu.
Dodjeljuje se za glazbeni rad, a dodijelio se 5. lipnja 2021. godine u Zagrebu, kod zgrade HRT-a na pozornici Sunčana strana Prisavlja.
Nagrada se dodijelila 36 kategorija uz izravan televizijski prijenos na HRT1 te radijski prijenos na HR1. Voditelji programa bili su Iva Šulentić i Ivan Vukušić. Glazbeni producent bio je Ivan Popeskić. Režiju je potpisao Mario Vidosavljević, scenarij Joško Lokas i Mislav Donaj, a urednica prijenosa je Andrijana Škorput.

## Nominirani[2]
Kategorija br. 1 - Album godine
| Album                                               | Izvođač           | Glazbeni producent                   | Nakladnik                     |
| --------------------------------------------------- | ----------------- | ------------------------------------ | ----------------------------- |
| 30 GODINA OD KONCERTA NA TRGU, ARENA ZAGREB         | PRLJAVO KAZALIŠTE | GORAN MARTINAC, TIHOMIR FILEŠ        | CROATIA RECORDS / HEROJ ULICE |
| BRISANI PROSTOR                                     | RUNDEK & EKIPA    | DARKO RUNDEK                         | MENART                        |
| ENNUI                                               | PAVEL             | JERE ŠEŠELJA, SRĐAN SEKULOVIĆ SKANSI | DALLAS RECORDS                |
| I GLOW                                              | JE VEUX           | JANKO NOVOSELIĆ, TONI STAREŠINIĆ     | LAA                           |
| TAJNA VJEŠTINA - GLAZBA ZLATANA STIPIŠIĆA GIBONNIJA | MATIJA DEDIĆ      | MATIJA DEDIĆ                         | CROATIA RECORDS               |

Kategorija br. 2 - Pjesma godine
| Skladba                 | Autor | Album | Izvođač                  | Nakladnik                         |
| ----------------------- | --- | ----- | ------------------------ | --------------------------------- |
| HEJ, SANJALICE          | KONRAD LOVRENČIĆ, MIRELA PRISELAC, LUKA TRALIĆ, IVAN VODOPIJEC, DAVOR ZANOŠKI, EROL ZEJNILOVIĆ /MIRELA PRISELAC REMI, LUKA TRALIĆ SHOT | ILICA | ELEMENTAL                | UMJETNIČKA ORGANIZACIJA ELEMENTAL |
| MALI KRUG VELIKIH LJUDI | IVAN DEČAK | SINGL | MASSIMO                  | AQUARIUS RECORDS                  |
| NE DAJ NA NAS           | ALJOŠA ŠERIĆ | SINGL | PAVEL FEAT. TEDI SPALATO | DALLAS RECORDS                    |
| PUNA MEMORIJA           | IVANA VRDOLJAK | SINGL | VANNA                    | CROATIA RECORDS                   |
| ROĐEN ZA SUZE           | GORAN BARE | SINGL | GORAN BARE & MAJKE       | CROATIA RECORDS                   |

Kategorija br. 3 - Novi izvođač godine
| Izvođač                     | Nakladnik                |
| --------------------------- | ------------------------ |
| ALBINA                      | UNIVERSAL MUSIC HRVATSKA |
| MIA NEGOVETIĆ               | CROATIA RECORDS          |
| VINKO ĆEMERAŠ & TALVI TUULI | UNIVERSAL MUSIC HRVATSKA |

Kategorija br. 4 - Najbolji album zabavne glazbe
| Album                   | Izvođač                                            | Glazbeni producent                                                                                                | Nakladnik       |
| ----------------------- | -------------------------------------------------- | --- | --------------- |
| 91+                     | STJEPAN JIMMY STANIĆ & ORKESTAR JOSIPA CVITANOVIĆA | JOSIP CVITANOVIĆ                                                                                                  | CROATIA RECORDS |
| NE OKREĆI SE, SINE      | RADE ŠERBEDŽIJA                                    | MARIO IGREC, MAURO ŠIROL, ANTE GELO, GORAN MARTINAC, DAVOR SMOTALIĆ, DIRAN TAVITJAN, ELVIS STANIĆ, MIROSLAV TADIĆ | CROATIA RECORDS |
| ŠTA MI LJUBE OĆEŠ KAZAT | KLAPA RIŠPET                                       | LEO ŠKARO | HIT RECORDS     |

Kategorija br. 5 - Najbolji album pop glazbe
| Album          | Izvođač     | Glazbeni producent                                                      | Nakladnik       |
| -------------- | ----------- | ----------------------------------------------------------------------- | --------------- |
| ENNUI          | PAVEL       | JERE ŠEŠELJA, SRĐAN SEKULOVIĆ SKANSI                                    | DALLAS RECORDS  |
| POLJUBI ME SAD | DAMIR KEDŽO | BOJAN ŠALAMON SHALLA, GORAN MARTINAC, IGOR IVANOVIĆ                     | CROATIA RECORDS |
| SRETAN PUT     | MIA         | IVAN PEŠUT, VJEKOSLAV DIMTER, DAMIR BAČIĆ, PREDRAG MARTINJAK, ANTE GELO | CROATIA RECORDS |

Kategorija br. 6 - Najbolji album rock glazbe
| Album         | Izvođač                     | Glazbeni producent            | Nakladnik                |
| ------------- | --------------------------- | ----------------------------- | ------------------------ |
| JUKEBOX       | DIVLJE JAGODE               | ZELE LIPOVAČA                 | CROATIA RECORDS          |
| MEMPHIS LIGHT | TOMISLAV GOLUBAN            | TOMISLAV GOLUBAN, JEFF JENSEN | SPONA                    |
| NA PUTU       | VINKO ĆEMERAŠ & TALVI TUULI | SRĐAN SEKULOVIĆ SKANSI        | UNIVERSAL MUSIC HRVATSKA |

Kategorija br. 7 - Najbolji album alternativne glazbe
| Album                | Izvođač        | Glazbeni producent         | Nakladnik        |
| -------------------- | -------------- | -------------------------- | ---------------- |
| BREEDING BLACK SHEEP | MARK MRAKOVČIĆ | MARK MRAKOVČIĆ             | DOSTAVA ZVUKA    |
| BRISANI PROSTOR      | RUNDEK & EKIPA | DARKO RUNDEK               | MENART           |
| UVIJEK DIO MENE      | BORIS ŠTOK     | BORIS ŠTOK, DARKO TERLEVIĆ | AQUARIUS RECORDS |

Kategorija br. 8 - Najbolji album Hip Hop glazbe
| Album   | Izvođač             | Glazbeni producent                                       | Nakladnik                         |
| ------- | ------------------- | -------------------------------------------------------- | --------------------------------- |
| ILICA   | ELEMENTAL           | LUKA TRALIĆ SHOT                                         | UMJETNIČKA ORGANIZACIJA ELEMENTAL |
| ŠKRINJA | ALEJUANDRO BUENDIJA | ALEKSANDAR ANTIĆ                                         | DALLAS RECORDS                    |
| VANKA   | REPER IZ SOBE       | ANTE PRGIN - SURKA, ZVONIMIR DUSPER - DUS, DAVOR DOLEŽAL | MENART                            |

Kategorija br. 9 - Najbolji album elektroničke glazbe
| Album           | Izvođač     | Glazbeni producent               | Nakladnik                |
| --------------- | ----------- | -------------------------------- | ------------------------ |
| I GLOW          | JE VEUX     | JANKO NOVOSELIĆ, TONI STAREŠINIĆ | LAA                      |
| PROMJENA STANJA | DISCOHERNIA | HRVOJE ŠTEFOTIĆ                  | MAST PRODUKCIJA          |
| SHAPELESS       | TROKUT      | NEVEN MARINAC                    | RIKA MUZIKA LTD / TROKUT |

Kategorija br. 10 - Najbolja ženska vokalna izvedba
| Izvođač      | Skladba         | Album | Nakladnik       |
| ------------ | --------------- | ----- | --------------- |
| DARIA HODNIK | SRCE OD STAKLA  | SINGL | CROATIA RECORDS |
| JE VEUX      | DANCE TO FORGET | SINGL | LAA             |
| VANNA        | PUNA MEMORIJA   | SINGL | CROATIA RECORDS |

Kategorija br. 11 - Najbolja muška vokalna izvedba
| Izvođač     | Skladba                 | Album | Nakladnik                       |
| ----------- | ----------------------- | ----- | ------------------------------- |
| DAMIR URBAN | NITKO OSIM NAS          | SINGL | CROATIA RECORDS / CEPELIN MEDIA |
| MARKO TOLJA | O TEBI OVISAN           | SINGL | AQUARIUS RECORDS                |
| MASSIMO     | MALI KRUG VELIKIH LJUDI | SINGL | AQUARIUS RECORDS                |

Kategorija br. 12 - Najbolja izvedba grupe s vokalom
| Izvođač            | Skladba        | Album | Nakladnik                         |
| ------------------ | -------------- | ----- | --------------------------------- |
| BANG BANG          | NADREALIZAM    | SINGL | CROATIA RECORDS                   |
| ELEMENTAL          | HEJ, SANJALICE | ILICA | UMJETNIČKA ORGANIZACIJA ELEMENTAL |
| GORAN BARE & MAJKE | ROĐEN ZA SUZE  | SINGL | CROATIA RECORDS                   |

Kategorija br. 13 - Najbolja vokalna suradnja
| Izvođač                       | Skladba       | Album | Nakladnik             |
| ----------------------------- | ------------- | ----- | --------------------- |
| LET 3 FEAT. TEREZA KESOVIJA   | SAM U VODI    | SINGL | DALLAS RECORDS        |
| PAVEL FEAT. TEDI SPALATO      | NE DAJ NA NAS | SINGL | DALLAS RECORDS        |
| ZSA ZSA FEAT. HILJSON MANDELA | OVA LJUBAV    | SINGL | RUBIKON SOUND FACTORY |

Kategorija br. 14 - Najbolji album jazz glazbe
| Album       | Izvođač                                                    | Glazbeni producent           | Nakladnik               |
| ----------- | ---------------------------------------------------------- | ---------------------------- | ----------------------- |
| CRTA        | IVAN KAPEC 5TET                                            | IVAN KAPEC                   | NOTA BENE / ZONA MUZIKA |
| TUMBAO      | CUBISMO & JAZZ ORKESTAR HRT-A                              | IGOR GERŽINA, KREŠIMIR TOMEC | AQUARIUS RECORDS / HRT  |
| VILLA IDOLA | TAMARA OBROVAC, TRANSHISTRIA ENSEMBLE, JAZZ ORKESTAR HRT-A | IGOR GERŽINA                 | AQUARIUS RECORDS        |

Kategorija br. 15 - Najbolja skladba jazz glazbe
| Skladba              | Autor        | Album       | Izvođač                       | Nakladnik               |
| -------------------- | ------------ | ----------- | ----------------------------- | ----------------------- |
| DANI U HAVANI        | DAVOR KRIŽIĆ | TUMBAO      | CUBISMO & JAZZ ORKESTAR HRT-A | AQUARIUS RECORDS / HRT  |
| HAPPINESS IN THE AIR | MIRO KADOIĆ  | HIGH SPIRIT | MIRO KADOIĆ                   | AQUARIUS RECORDS        |
| IN PROCESSU          | IVAN KAPEC   | CRTA        | IVAN KAPEC 5TET               | NOTA BENE / ZONA MUZIKA |

Kategorija br. 16 - Najbolja izvedba jazz glazbe
| Izvođač                                                    | Skladba                             | Album          | Nakladnik               |
| ---------------------------------------------------------- | ----------------------------------- | -------------- | ----------------------- |
| ELVIS STANIĆ GROUP                                         | PETER PAN PICKING STRAWBERRIES 2020 | SINGL          | ELVIS STANIĆ            |
| IVAN KAPEC 5TET                                            | ZOKA                                | CRTA           | NOTA BENE / ZONA MUZIKA |
| MIRO KADOIĆ                                                | MONSTER IN THE GARDEN               | HIGH SPIRIT    | AQUARIUS RECORDS        |
| TAMARA OBROVAC, TRANSHISTRIA ENSEMBLE, JAZZ ORKESTAR HRT-A | MADIROSA                            | VILLA IDOLA    | AQUARIUS RECORDS        |
| VEDRAN RUŽIĆ                                               | LIBERTIN                            | FORBIDDEN LIVE | DISTINCTIVE             |

Kategorija br. 17 - Najbolji album tamburaške glazbe
| Album                                                                 | Izvođač        | Glazbeni producent                                | Nakladnik       |
| --------------------------------------------------------------------- | -------------- | ------------------------------------------------- | --------------- |
| AUREA FEST 2020. - ZLATNE ŽICE SLAVONIJE                              | RAZNI IZVOĐAČI | DAMJAN PIROVIĆ                                    | CROATIA RECORDS |
| DOMOVINA U PJESMAMA VOL. 1                                            | STANKO ŠARIĆ   | STANKO ŠARIĆ                                      | MIRNA ARIA      |
| U SJEĆANJE NA MIKIJA - KONCERT IZ LISINSKOG "NEK' NOĆAS PJESME PLOVE" | RAZNI IZVOĐAČI | IVICA PLIVELIĆ, VLADO SMILJANIĆ, ZVONIMIR MIHOVEC | DALLAS RECORDS  |

Kategorija br. 18 - Najbolji album pop-folklorne glazbe
| Album                                       | Izvođač                         | Glazbeni producent / urednik      | Nakladnik  |
| ------------------------------------------- | ------------------------------- | --------------------------------- | ---------- |
| 21 LICE LJUBAVI                             | NAJBOLJI HRVATSKI TAMBURAŠI     | BRANIMIR JOVANOVAC, DENIS ŠPEGELJ | MIRNA ARIA |
| DAJ DA BUDEM TVOJ                           | KLAPA CAMBI (KAŠTEL KAMBELOVAC) | TONČI TRANFIĆ                     | SCARDONA   |
| FESTIVAL KAJKAVSKIH POPEVKI - KRAPINA 2020. | RAZNI IZVOĐAČI                  | TONI ETEROVIĆ, SINIŠA LEOPOLD     | ARIJA      |

Kategorija br. 19 - Najbolji World Music album
| Album           | Izvođač                | Glazbeni producent / urednik          | Nakladnik       |
| --------------- | ---------------------- | ------------------------------------- | --------------- |
| FOR HIM AND HER | AMIRA MEDUNJANIN       | BOJAN ZULFIKARPAŠIĆ, AMIRA MEDUNJANIN | CROATIA RECORDS |
| SI KAK JEN      | OGENJ                  | ANTE PRGIN                            | DANCING BEAR    |
| TAMO GORI       | DUNJA KNEBL & KOLOLIRA | DINKO ČVORIĆ, DUNJA KNEBL             | GEENGER RECORDS |

Kategorija br. 20 - Najbolji aranžman
| Album         | Izvođač       | Glazbeni producent | Nakladnik     |                  |
| ------------- | ------------- | ------------------ | ------------- | ---------------- |
| GORAN KOVAČIĆ | PUNA MEMORIJA | SINGL              | VANNA         | CROATIA RECORDS  |
| IVAN PEŠUT    | BOJE          | SINGL              | NIKA TURKOVIĆ | AQUARIUS RECORDS |
| IVAN POPESKIĆ | O TEBI OVISAN | SINGL              | MARKO TOLJA   | AQUARIUS RECORDS |

Kategorija br. 21 - Producent godine
| Glazbeni producent | Skladba           | Album | Izvođač                                            | Nakladnik            |
| ------------------ | ----------------- | ----- | -------------------------------------------------- | -------------------- |
| GORAN KOVAČIĆ      | IMA TE            | SINGL | TEREZA KESOVIJA                                    | DALLAS RECORDS       |
| GORAN KOVAČIĆ      | PUNA MEMORIJA     | SINGL | VANNA                                              | CROATIA RECORDS      |
| GORAN KOVAČIĆ      | SAD BLAGOSLIVLJAJ | SINGL | SESTRE PALIĆ                                       | SESTRE PALIĆ         |
| GORAN KOVAČIĆ      | ŠARM KAVALIRA     | SINGL | STOKA FEAT. BABY DOOKS                             | MARIN IVANOVIĆ STOKA |
| IVAN POPESKIĆ      | Skladba           | Album | Izvođač                                            | Nakladnik            |
| IVAN POPESKIĆ      | ČEKAŠ ME          | SINGL | MAJA BLAGDAN                                       | AQUARIUS RECORDS     |
| IVAN POPESKIĆ      | DO TEBE           | SINGL | MATEO PILAT                                        | AQUARIUS RECORDS     |
| IVAN POPESKIĆ      | O TEBI OVISAN     | SINGL | MARKO TOLJA                                        | AQUARIUS RECORDS     |
| IVAN POPESKIĆ      | SUSRET            | SINGL | ANA OPAČAK                                         | AQUARIUS RECORDS     |
| MIROSLAV LESIĆ     | Skladba           | Album | Izvođač                                            | Nakladnik            |
| MIROSLAV LESIĆ     |                   | 9OF3  | IVAN PEŠUT / BRUNO KOVAČIĆ / MIROSLAV LESIĆ (9OF3) | AQUARIUS RECORDS     |

Kategorija br. 22 - Najbolja snimka albuma
| Glazbeni producent                           | Snimka | Album                                               | Izvođač                                            | Nakladnik        |
| -------------------------------------------- | ------ | --------------------------------------------------- | -------------------------------------------------- | ---------------- |
| GORAN MARTINAC, DEJAN VOZLIĆ                 | -      | TAJNA VJEŠTINA - GLAZBA ZLATANA STIPIŠIĆA GIBONNIJA | MATIJA DEDIĆ                                       | CROATIA RECORDS  |
| GORAN MARTINAC, IVAN PEŠUT, VJEKOSLAV DIMTER | -      | SRETAN PUT                                          | MIA                                                | CROATIA RECORDS  |
| MIROSLAV LESIĆ, VEDRAN BAOTIĆ, IVAN PEŠUT    | -      | 9OF3                                                | IVAN PEŠUT / BRUNO KOVAČIĆ / MIROSLAV LESIĆ (9OF3) | AQUARIUS RECORDS |

Kategorija br. 23 - Najbolji album klasične glazbe
| Ton majstor                                           | Izvođač | Glazbeni producent              | Nakladnik  |
| ----------------------------------------------------- | --- | ------------------------------- | ---------- |
| IGOR KULJERIĆ: HRVATSKI GLAGOLJAŠKI REKVIJEM          | SOLISTI I ZBOR BAVARSKOG RADIJA; ORKESTAR MINHENSKOG RADIJA; IVAN REPUŠIĆ, DIRIGENT | ALMUT TELSNIG, TORSTEN SCHREIER | BR-KLASSIK |
| JAKOV GOTOVAC: ERO S ONOGA SVIJETA                    | SOLISTI I ZBOR HRVATSKE RADIOTELEVIZIJE; ORKESTAR MINHENSKOG RADIJA; IVAN REPUŠIĆ, DIRIGENT | ECKHARD GLAUCHE                 | CPO        |
| VATROSLAV LISINSKI: PORIN, VITEŠKA OPERA U PET ČINOVA | ZBOR I SIMFONIJSKI ORKESTAR HRT-A; PAVLE DEŠPALJ, DIRIGENT; STJEPAN FRANETOVIĆ, TENOR; EVELIN NOVAK, SOPRAN; LJUBOMIR PUŠKARIĆ, BARITON; KRISTINA KOLAR, SOPRAN; LUCIANO BATINIĆ, BAS; IRENA PARLOV, MEZZOSOPRAN; SINIŠA GALOVIĆ, TENOR | KREŠIMIR SELETKOVIĆ             | HRT        |

Kategorija br. 24 - Najbolja skladba klasične glazbe
| Skladba                              | Autor          | Album                          | Izvođač | Nakladnik       |
| ------------------------------------ | -------------- | ------------------------------ | --- | --------------- |
| BAŠAMAR (PRAIZVEDBA)                 | GORDAN TUDOR   | GUITARRISMO                    | GUITARRISMO (ZORAN DUKIĆ, PETRIT ÇEKU, MORANA PEŠUTIĆ, TOMISLAV VUKŠIĆ, TVRTKO SARIĆ, KREŠIMIR BEDEK, PEDRO RIBEIRO RODRIGUES, MAROJE BRČIĆ) | CROATIA RECORDS |
| CONCERTO ROSSO, ZA KLAVIR I ORKESTAR | SILVIO FORETIĆ | SILVIO FORETIĆ: AUTORSKI ALBUM | SIMFONIJSKI ORKESTAR HRT-A; DANIJEL DETONI, KLAVIR; NIKŠA BAREZA, DIRIGENT                                                                   | CANTUS          |
| VOKALIZA                             | ANTE KNEŠAUREK | COR MUNDUM                     | TRIO LUR | CANTUS          |

Kategorija br. 25 - Najbolja izvedba klasične glazbe
| Izvođač                                                                                     | Skladba                                                                                       | Album                                        | Nakladnik       |
| ------------------------------------------------------------------------------------------- | --------------------------------------------------------------------------------------------- | -------------------------------------------- | --------------- |
| BRUNO VLAHEK                                                                                | IGOR STRAVINSKY: THREE MOVEMENTS FROM THE FIREBIRD SUITE (I. DANSE INFERNALE DU ROI KASTCHEÏ) | TOUCHES                                      | CROATIA RECORDS |
| SOLISTI I ZBOR BAVARSKOG RADIJA; ORKESTAR MINHENSKOG RADIJA; IVAN REPUŠIĆ, DIRIGENT         | IGOR KULJERIĆ: HRVATSKI GLAGOLJAŠKI REKVIJEM                                                  | IGOR KULJERIĆ: HRVATSKI GLAGOLJAŠKI REKVIJEM | BR-KLASSIK      |
| SOLISTI I ZBOR HRVATSKE RADIOTELEVIZIJE; ORKESTAR MINHENSKOG RADIJA; IVAN REPUŠIĆ, DIRIGENT | JAKOV GOTOVAC: ERO S ONOGA SVIJETA                                                            | JAKOV GOTOVAC: ERO S ONOGA SVIJETA           | CPO             |

Kategorija br. 26 - Najbolja snimka albuma klasične glazbe
| Tonski snimatelj                      | Album                                     | Izvođač | Nakladnik                               |
| ------------------------------------- | ----------------------------------------- | --- | --------------------------------------- |
| ALAN ŠNAJDER, BOŽIDAR PANDURIĆ        | BORIS PAPANDOPULO: DIVERTIMENTI PASTORALI | ZAGREBAČKI PUHAČKI ANSAMBL | CANTUS                                  |
| KREŠIMIR PETAR PUSTIČKI               | TOUCHES                                   | BRUNO VLAHEK | CROATIA RECORDS                         |
| KREŠIMIR SELETKOVIĆ, BOŽIDAR PANDURIĆ | BORIS PAPANDOPULO: HOROSKOP               | ZRINKA IVANČIĆ CIKOJEVIĆ I DALIBOR CIKOJEVIĆ, KLAVIRI, IVANA KULJERIĆ BILIĆ I NIKOLA KRBANYEVITCH, UDARALJKE | MUZIČKA AKADEMIJA SVEUČILIŠTA U ZAGREBU |
| MARIJANA BEGOVIĆ                      | NEBO I ZEMLJA TOMASA CECCHINIJA           | ZBOR HRVATSKE RADIOTELEVIZIJE; TOMISLAV FAČINI, DIRIGENT; MONIKA CEROVČEC, SOPRAN; ANABELA BARIĆ, SOPRAN; MARTINA BORSE, ALT; SINIŠA GALOVIĆ, TENOR; HUGO PAULSSON STOVE, TENOR; KREŠIMIR STRAŽANAC, BAS-BARITON; CONCERTO DEI VENTI; ANA VASIĆ, VIOLINA; IZIDOR ERAZEM GRAFENAUER, TEORBA; DARIO POLJAK, ORGULJE; FRAN PETRAČ, VIOLONE | HRT                                     |

Kategorija br. 27 - Najbolja produkcija albuma klasične glazbe
| Glazbeni producent      | Album                                                 | Izvođač | Nakladnik       |
| ----------------------- | ----------------------------------------------------- | --- | --------------- |
| GORAN MARTINAC          | GUITARRISMO                                           | GUITARRISMO (ZORAN DUKIĆ, PETRIT ÇEKU, MORANA PEŠUTIĆ, TOMISLAV VUKŠIĆ, TVRTKO SARIĆ, KREŠIMIR BEDEK, PEDRO RIBEIRO RODRIGUES, MAROJE BRČIĆ)                                                                                            | CROATIA RECORDS |
| KREŠIMIR PETAR PUSTIČKI | TOUCHES                                               | BRUNO VLAHEK | CROATIA RECORDS |
| KREŠIMIR SELETKOVIĆ     | VATROSLAV LISINSKI: PORIN, VITEŠKA OPERA U PET ČINOVA | ZBOR I SIMFONIJSKI ORKESTAR HRT-A; PAVLE DEŠPALJ, DIRIGENT; STJEPAN FRANETOVIĆ, TENOR; EVELIN NOVAK, SOPRAN; LJUBOMIR PUŠKARIĆ, BARITON; KRISTINA KOLAR, SOPRAN; LUCIANO BATINIĆ, BAS; IRENA PARLOV, MEZZOSOPRAN; SINIŠA GALOVIĆ, TENOR | HRT             |

Kategorija br. 28 - Najbolji tematsko-povijesni album
| Album                                                | Autor izdanja  | Izvođač           | Nakladnik       |
| ---------------------------------------------------- | -------------- | ----------------- | --------------- |
| DISKOBIOGRAFIJA                                      | SINIŠA ŠKARICA | JOSIPA LISAC      | CROATIA RECORDS |
| DISKOBIOGRAFIJA VOL. 1                               | SINIŠA ŠKARICA | GABI NOVAK        | CROATIA RECORDS |
| OLIVER DRAGOJEVIĆ - LIVE - ORIGINAL ALBUM COLLECTION | DOMAGOJ ŠILJEG | OLIVER DRAGOJEVIĆ | CROATIA RECORDS |

Kategorija br. 29 - Najbolji album popularne duhovne glazbe
| Album                                                   | Izvođač       | Glazbeni producent / urednik             | Nakladnik                                                   |
| ------------------------------------------------------- | ------------- | ---------------------------------------- | ----------------------------------------------------------- |
| IME NAD SVAKIM IMENOM                                   | EMANUEL       | DOMAGOJ PAVIN, ZORAN ŠVIGIR, PETAR IVKIĆ | CROATIA RECORDS                                             |
| SAMO SE LJUBAV DIJELJENJEM MNOŽI                        | ISKRICE       | TONI ETEROVIĆ                            | ARIJA                                                       |
| SVE ĆE BITI DOBRO                                       | BRUNO KRAJCAR | BRUNO KRAJCAR                            | AQUARIUS RECORDS                                            |
| SVETAC SVEGA SVIJETA - MJUZIKL O SV. ANTUNU PADOVANSKOM | ANSAMBL KOLBE | BRANKO BARDUN / DOMAGOJ BEŠLIĆ           | CROATIA RECORDS / VERITAS - GLASNIK SV. ANTUNA PADOVANSKOGA |

Kategorija br. 30 - Najbolji album božićne glazbe
| Album                                                                | Izvođač         | Glazbeni producent | Nakladnik       |
| -------------------------------------------------------------------- | --------------- | ------------------ | --------------- |
| CHRISTMAS CLASSICS                                                   | MARIJA VIDOVIĆ  | MARIJA VIDOVIĆ     | CROATIA RECORDS |
| NA BOŽIĆ SVE NAJBOLJE - NAŠA LJUBAV ZA NJIHOVA SRCA - DUHOVNE PJESME | RAZNI IZVOĐAČI  | TONI ETEROVIĆ      | ARIJA           |
| SVETA NOĆ                                                            | KLAPA ŽRNOVNICA | DAMIR MARUŠIĆ      | SCARDONA        |

Kategorija br. 31 - Najbolji album s raznim izvođačima
| Album                                 | Autor izdanja, urednik izdanja, programski urednik ili umjetnički direktor festivala | Nakladnik       |
| ------------------------------------- | ------------------------------------------------------------------------------------ | --------------- |
| 23. DALMATINSKA ŠANSONA ŠIBENIK 2020. | DUŠAN ŠARAC, BRANKO VILJAC                                                           | CROATIA RECORDS |
| 67. ZAGREBAČKI FESTIVAL               | NENO BELAN                                                                           | CROATIA RECORDS |
| VELIKA ROCK EKSPLOZIJA #13            | TOMISLAV KRALJ                                                                       | SPONA           |

Kategorija br. 32 - Najbolji koncertni album
| Album                                       | Izvođač           | Glazbeni producent            | Nakladnik                     |
| ------------------------------------------- | ----------------- | ----------------------------- | ----------------------------- |
| 30 GODINA OD KONCERTA NA TRGU, ARENA ZAGREB | PRLJAVO KAZALIŠTE | GORAN MARTINAC, TIHOMIR FILEŠ | CROATIA RECORDS / HEROJ ULICE |
| LIVE AT HRVATSKI GLAZBENI ZAVOD             | J.R. AUGUST       | GORAN MARTINAC, NIKOLA VRANIĆ | CROATIA RECORDS               |
| ZAGREB JE NAJLJEPŠI GRAD (LIVE AT LISINSKI) | DRAGO DIKLIĆ      | GORAN MARTINAC, DRAGO DIKLIĆ  | CROATIA RECORDS               |

Kategorija br. 33 - Najbolji instrumentalni album (izvan klasične i jazz glazbe)
| Album                                               | Izvođač                                            | Glazbeni producent                        | Nakladnik        |
| --------------------------------------------------- | -------------------------------------------------- | ----------------------------------------- | ---------------- |
| 9OF3                                                | IVAN PEŠUT / BRUNO KOVAČIĆ / MIROSLAV LESIĆ (9OF3) | IVAN PEŠUT, BRUNO KOVAČIĆ, MIROSLAV LESIĆ | AQUARIUS RECORDS |
| NOW                                                 | NEBOJŠA BUHIN                                      | MLADEN MALEK                              | NOTA BENE        |
| TAJNA VJEŠTINA - GLAZBA ZLATANA STIPIŠIĆA GIBONNIJA | MATIJA DEDIĆ                                       | MATIJA DEDIĆ                              | CROATIA RECORDS  |

Kategorija br. 34 - Najbolja instrumentalna izvedba (izvan klasične i jazz glazbe)
| Izvođač                                            | Skladba                     | Album                                               | Nakladnik         |
| -------------------------------------------------- | --------------------------- | --------------------------------------------------- | ----------------- |
| IGOR GERŽINA                                       | ESCAPE                      | SINGLE                                              | STATUS PRODUKCIJA |
| IVAN PEŠUT / BRUNO KOVAČIĆ / MIROSLAV LESIĆ (9OF3) | LENNY BONHAM                | 9OF3                                                | AQUARIUS RECORDS  |
| MATIJA DEDIĆ                                       | ISPOD MOGA PRAMCA (TEMPERA) | TAJNA VJEŠTINA - GLAZBA ZLATANA STIPIŠIĆA GIBONNIJA | CROATIA RECORDS   |

Kategorija br. 35 - Najbolji video broj
| Video broj              | Redatelj               | Izvođač       | Nakladnik        |
| ----------------------- | ---------------------- | ------------- | ---------------- |
| BANANA                  | DALIBOR BARIĆ          | PSIHOMODO POP | DALLAS RECORDS   |
| DALEKO                  | MARKO ZELJKOVIĆ        | JOSIPA LISAC  | CROATIA RECORDS  |
| DANGEROUS WATERS        | FILIP GRŽINČIĆ         | J.R. AUGUST   | CROATIA RECORDS  |
| MALI KRUG VELIKIH LJUDI | RADISLAV JOVANOV GONZO | MASSIMO       | AQUARIUS RECORDS |

Kategorija br. 36 - Najbolje likovno oblikovanje albuma
| Autor likovnog oblikovanja | Album | Izvođač                                            | Nakladnik                         |
| -------------------------- | ----- | -------------------------------------------------- | --------------------------------- |
| ANTE ZVONIMIR STAMAĆ       | ILICA | ELEMENTAL                                          | UMJETNIČKA ORGANIZACIJA ELEMENTAL |
| FILIP GRŽINČIĆ             | ENNUI | PAVEL                                              | DALLAS RECORDS                    |
| IVAN PEŠUT                 | 9OF3  | IVAN PEŠUT / BRUNO KOVAČIĆ / MIROSLAV LESIĆ (9OF3) | AQUARIUS RECORDS                  |

## Vanjske poveznice
- Službena stranica
- HDS